# Dongfeng Fengxing Joyear T5 Evo
Der Dongfeng Fengxing Joyear T5 Evo ist ein Kompakt-SUV des chinesischen Automobilherstellers Dongfeng Liuzhou Motor, die der Dongfeng Motor Corporation angehört. Die Marke des Fahrzeugs ist Dongfeng, die Submarke Fengxing.

## Geschichte
Vorgestellt wurde das Fahrzeug als sportlichere Variante des Fengxing Joyear T5 im November 2020. Im März 2021 kam es auf dem chinesischen Heimatmarkt in den Handel. Die Sondermodelle Heatwave, Hardcore Ash und Hurrican Edition folgten im April 2022, im September 2022 und im Mai 2023. Seit Anfang 2023 wird das SUV auch in Deutschland als DFSK Forthing 5 vermarktet. Den Import übernimmt Indimo. Nach Russland wird das Fahrzeug seit Mai 2023 exportiert. In Italien wurde der Wagen im September 2024 auf dem Turiner Autosalon als EVO 6 von DR Automobiles vorgestellt.

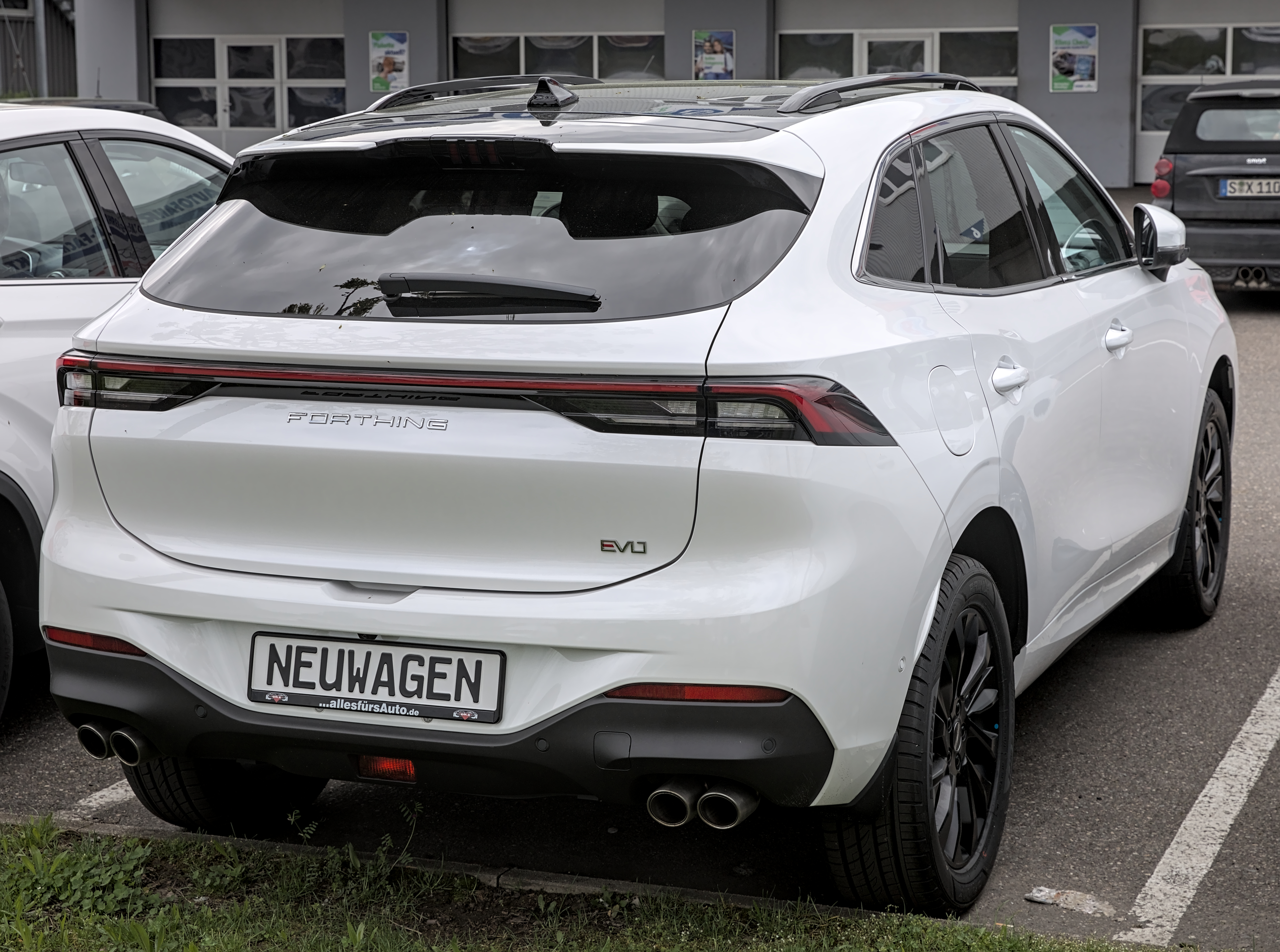
Heckansicht
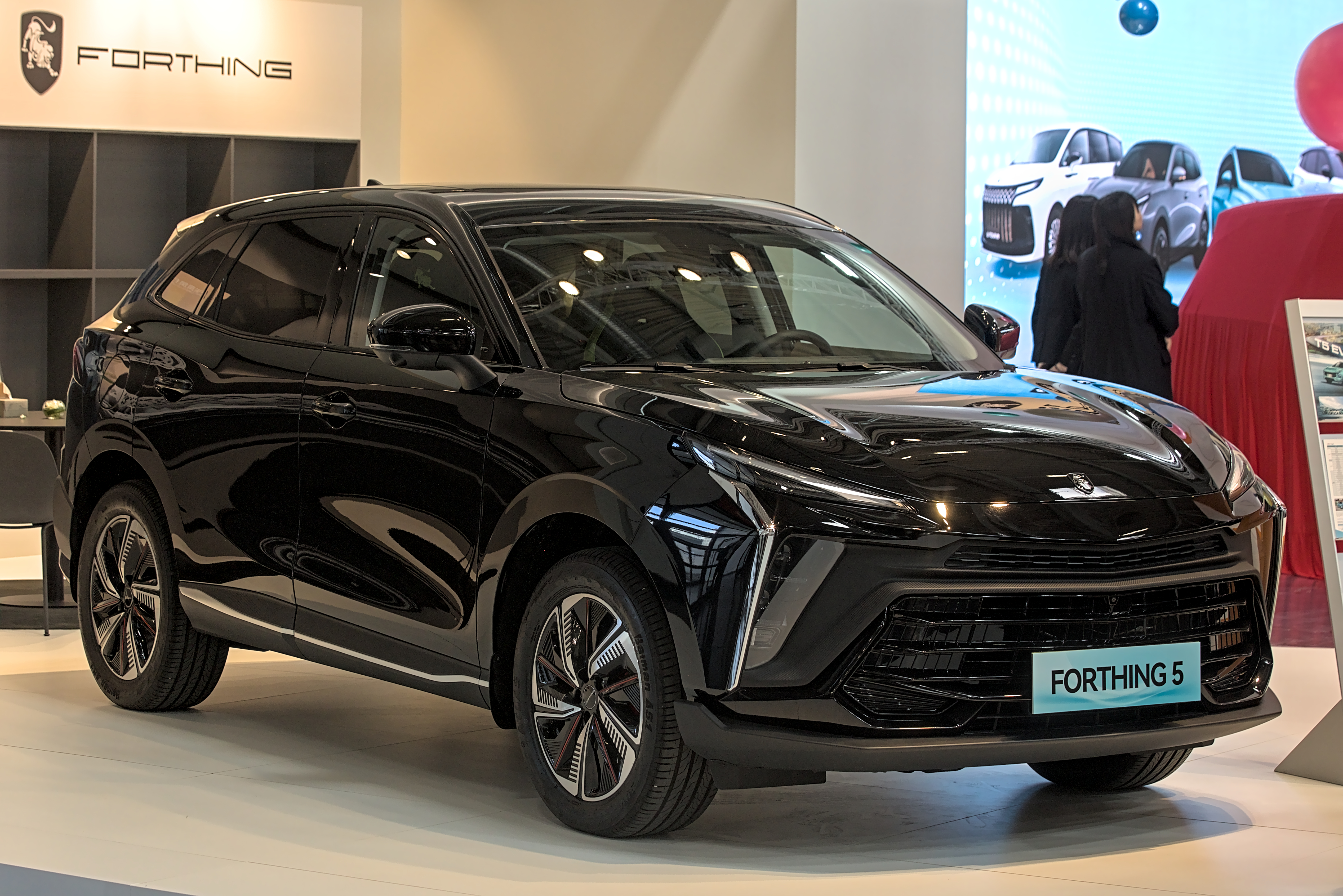
DFSK Forthing 5 HEV
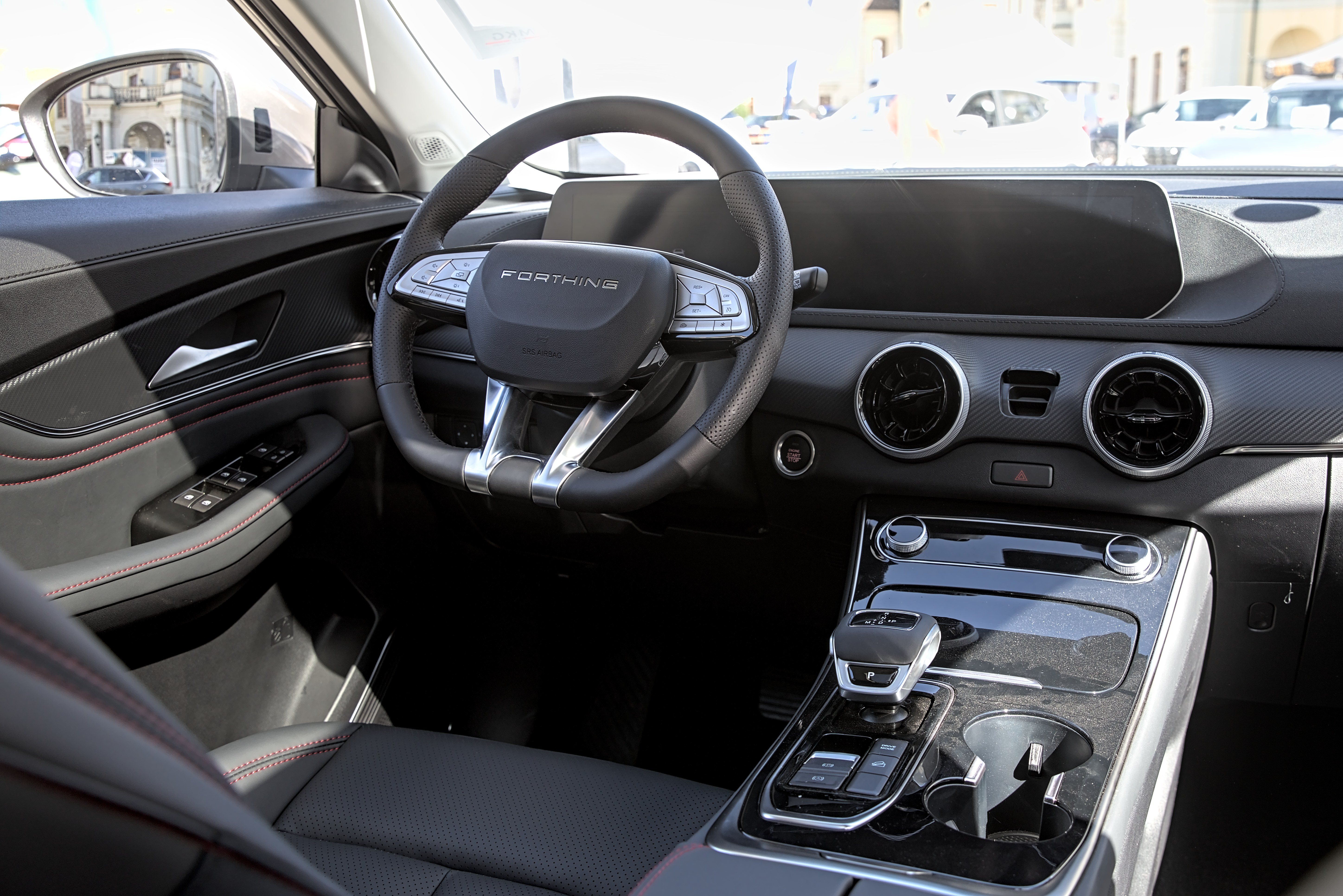
Innenansicht
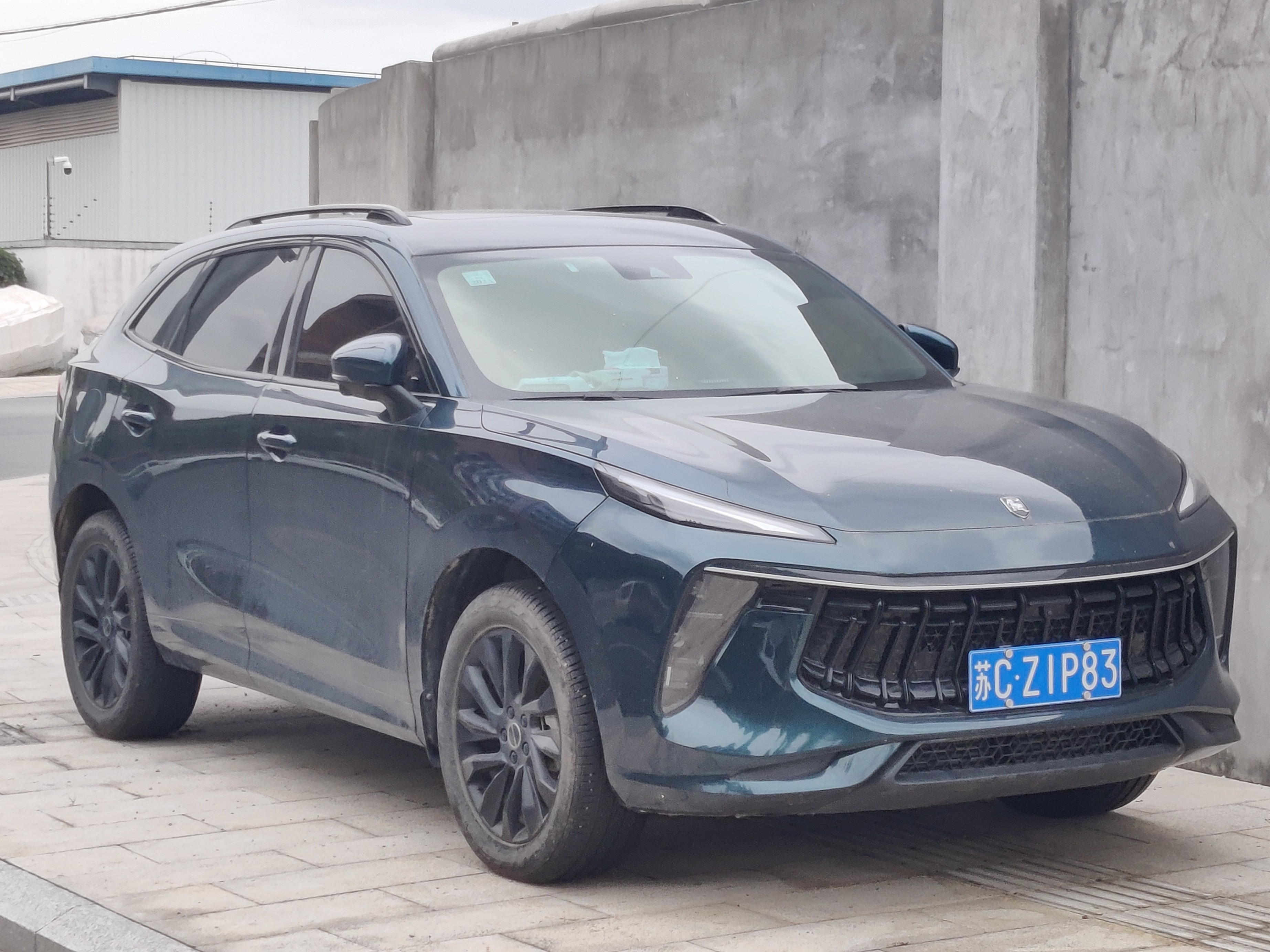
Dongfeng Fengxing Joyear T5 Evo

Als Konkurrenzmodelle der Baureihe werden unter anderem der Changan Oshan X5 und der Dongfeng Fengshen AX7 genannt. Das Elektroauto Dongfeng Fengxing Joyear Leiting basiert auf dem Fengxing Joyear T5 Evo.

## Technische Daten
Angetrieben wird der Wagen ausschließlich von einem aufgeladenen 1,5-Liter-Ottomotor mit 145 kW (197 PS) von Mitsubishi Motors. Er hat Vorderradantrieb und ein 7-Gang-Doppelkupplungsgetriebe. Eine Hybridversion HEV wurde auf der IAA im September 2023 in München vorgestellt.
|                                            | 1.5TD                          |
| ------------------------------------------ | ------------------------------ |
| Bauzeitraum                                | seit 03/2021                   |
| Motorkenndaten                             |                                |
| Motorart                                   | Ottomotor                      |
| Motorbauart                                | R4                             |
| Hubraum                                    | 1481 cm³                       |
| max. Leistung bei min−1                    | 145 kW (197 PS) / 5600         |
| max. Drehmoment bei min−1                  | 285 Nm / 1500–4000             |
| Kraftübertragung                           |                                |
| Antrieb                                    | Vorderradantrieb               |
| Getriebe                                   | 7-Gang-Doppelkupplungsgetriebe |
| Messwerte                                  |                                |
| Höchstgeschwindigkeit                      | 180–195 km/h                   |
| Beschleunigung, 0–100 km/h                 | 9,5 s                          |
| Leergewicht                                | 1550 kg                        |
| Kraftstoffverbrauch auf 100 km, kombiniert | 6,6 l Super                    |
| Tankinhalt                                 | 55 l                           |
| Abgasnorm                                  | China VI                       |